# Daniela Thiele
Daniela Thiele (* 1959 in Düsseldorf) ist eine deutsche Verlegerin, Autorin, Rezensentin und Übersetzerin. Sie ist seit dem 1. Oktober 2008 Programmleiterin des Thiele Verlages.

## Leben
Daniela Thiele arbeitete nach dem Studium als Journalistin, Rundfunksprecherin und Lektorin bei verschiedenen großen Verlagshäusern. Heute schreibt Thiele (unter verschiedenen Pseudonymen) sehr erfolgreich Bücher und leitet mit ihrem Mann Johannes Thiele einen eigenen kleinen Verlag.
Daniela Thiele lebt mit ihrem Mann und ihren beiden Söhnen in München.

## Pseudonyme
2010 erschien im kleinen Münchner Thiele Verlag unter dem Namen Nicolas Barreau der Liebesroman Das Lächeln der Frauen. Dieser Roman wurde zu einem Überraschungserfolg, erschien am Anfang April 2012 auch als Taschenbuch bei Piper und landete schließlich auf Rang 1 der Taschenbuch-Bestsellerliste des Magazins Der Spiegel. Bereits 2012 spekulierte der Literaturkritiker Elmar Krekeler in der Zeitung Die Welt, dass hinter dem Pseudonym Nicolas Barreau Daniela Thiele stehen könnte. Thiele benutzt auch weitere Pseudonyme, so wird als Übersetzerin der Name Sophie Scherrer angegeben. Der Verlag benutzt für die Vortäuschung des Autors Nicolas Barreau ein Foto eines Mannes, der sich auf einer Seinebrücke befindet. Auch ein erfundener Lebenslauf soll von der wahren Autorenschaft ablenken. Diese Behauptung wird bestätigt durch den Fakt, dass das Bild des angeblichen Autors von der Bildagentur Corbis stammt. Erst 2024 öffnete Thiele offiziell das Pseudonym und gab sich als Autorin hinter Nicolas Barreau zu erkennen.
Die Autorenschaft Thieles wird auch im Fall des Pseudonyms Rosalie Tavernier vermutet.

## Werkauswahl
- Das Lächeln der Frauen (mit Pseudonymen Nicolas Barreau und Sophie Scherrer)
- Die Frau meines Lebens (mit Pseudonymen Nicolas Barreau und Sophie Scherrer)
- Du findest mich am Ende der Welt (mit Pseudonymen Nicolas Barreau und Sophie Scherrer)
- In a Secret Paris Cavern (mit Pseudonymen Nicolas Barreau und Sophie Scherrer)
- Eines Abends in Paris (mit Pseudonymen Nicolas Barreau und Sophie Scherrer)
- Nini (Kinderbuch, mit Bildern von Maximilian Meinzold)
- Menu d'amour: Eine Liebesgeschichte (mit Pseudonymen Nicolas Barreau und Sophie Scherrer)
- Männer sind doch ganz einfach (mit Pseudonym Trixi von Bülow)
- Immer wenn ich ans Meer fahre (mit Pseudonym Rosalie Tavernier)
- Die Zeit der Kirschen (mit Pseudonym Nicolas Barreau)
- Tausend Lichter über der Seine (mit Pseudonym Nicolas Barreau)
- Die Freundin der Braut (mit Pseudonym Nicolas Barreau)